# Balance Master
Een Balance Master is een met vloeistof gevulde ring, die, bevestigd aan een wiel of vliegwiel, trillingen door onbalans moet elimineren. 
Het bedrijf Suntech introduceerde in 1998 een Balance Master voor bevestiging aan het vliegwiel van Harley-Davidson en BMW motorfietsen.